# シモン・ゴールドベルク
シモン・ゴールドベルク（Szymon Goldberg 、1909年6月1日 - 1993年7月19日）は、ロシア帝国（現在のポーランド）出身のユダヤ系アメリカ人のヴァイオリン奏者・指揮者。晩年日本人ピアニストと結婚し、富山で没した。

## 概要
少年時代にワルシャワでヴァイオリンを学び、1917年よりベルリンでカール・フレッシュに入門。12歳でワルシャワでデビューし、センセーションを呼ぶ。1925年にわずか16歳でドレスデン・フィルハーモニー管弦楽団のコンサートマスターに就任するが、1929年に退団。同年、ヴィルヘルム・フルトヴェングラーの招きで、弱冠20歳でベルリン・フィルハーモニー管弦楽団のコンサートマスターに就任。1930年には、パウル・ヒンデミットやエマヌエル・フォイアーマンと弦楽三重奏団を結成して室内楽演奏を、またピアニストのリリー・クラウスとはデュオを組んでソリストとしての演奏を精力的に続ける。
しかしナチスによる政権奪取の後、1934年に国籍と民族を理由にベルリン・フィルより退団を余儀なくされる。1938年にソリストとしてニューヨークにデビューした後、1942年からアジア演奏旅行を行なった折、日本軍により、1945年までジャワ島での抑留生活を強いられる。
この当時、ニュースカメラマンとして南洋に派遣されていた小林米作から、「あなたの演奏する姿を日本にいる息子たちに送ってやりたい」と請われて快諾し、百数十枚の写真を撮らせた。米作は息子たちに、ゴールドベルクのように戦争中も世界のどこでも生活できるようなヴァイオリニストになれと教えた。米作は後に科学映画などで知られる映像作家となり、長男の小林武史と次男の小林健次は著名なヴァイオリニストとなった。
この間、日本軍の特別許可を得て5000人の抑留者のためのコンサートを開催した。記憶をたどって雑誌の余白にパート譜を書き、また抑留者の中からオーケストラメンバーを選んで、ベートーヴェンのヴァイオリン協奏曲などを演奏した。後に当時を振り返って、「飢えや明日をも分からない人生に苦しんでいる人達を唯一精神的に支えられるのは音楽なのだということを悟った」と語った。
ゴールドベルクは戦後ようやく再渡米し、1953年にアメリカに帰化した。
1951年から1965年までの15年間にわたって、アスペン音楽学校で教鞭を執るかたわら、指揮活動にも着手。1955年にアムステルダムにてトーマス・マジャールらと共にネーデルラント室内管弦楽団（オランダ室内管弦楽団）を結成し、以後22年間にわたって同楽団を指導し、ともに演奏旅行も行なった。1977年から1979年までマンチェスター・カメラータの指揮者に転ずる。
1978年にニューヨークのジュリアード音楽院で、1979年から1982年までイェール大学で、1980年よりフィラデルフィアのカーティス音楽院で、1981年よりニューヨーク州マンハッタン音楽学校で教鞭を執る。1990年より没年まで、新日本フィルハーモニー交響楽団の指揮者に就任。晩年は夏には立山山麓の立山国際ホテルに長期滞在するのを常としており、その地で逝去した。
ゴールドベルクは、指揮者としてはJ.S.バッハを得意としていたが、ヴァイオリニストとしては、ラドゥ・ルプーとの共演によるモーツァルトやシューベルトのソナタの録音が名盤として、今日でも評価が高い。そこでは、しっとりと濡れたような音色の美しさや、20世紀のヴァイオリニストとしては控えめなビブラート、音楽そのものをいつくしむような作品への誠実な取り組みが認められる。
なお、1958年以降彼の愛器だった1730年製グァルネリ・デル・ジェズ『ヴィッタ男爵』は、1993年に彼が亡くなった後はスミソニアン博物館に所蔵され、スミソニアンの改修に伴い、未亡人によりアメリカ合衆国連邦議会図書館へ寄贈され、現在も保管・展示されている。

## 著書
- シモン・ゴールドベルク講義録（2010年4月、幻戯書房、編集：ゴールドベルク山根美代子）ISBN 978-4901998550

## 家族
最後の妻は山根銀二の姪でピアニストの山根美代子 (1938–2006)である。美代子は安川加寿子や宅孝二、ルドルフ・ゼルキン、ルドルフ・コーリッシュらに師事したパリ国立高等音楽院卒のピアニストで、1988年にゴールドベルクと結婚した。